# Złatarica (gmina)
Złatarica (bułg. Община Златарица) – gmina w północnej Bułgarii, w obwodzie Wielkie Tyrnowo.

## Miejscowości
Miejscowości wchodzące w skład gminy Złatarica:
- Czeszma (bułg.: Чешма),
- Czistowo (bułg.: Чистово),
- Czukata
- Dedina (bułg.: Дедина),
- Dedinci (bułg.: Дединци),
- Dełowa machała (bułg.: Делова махала),
- Dołno Sziwaczewo (bułg.: Долно Шивачево),
- Dyłgi pripek (bułg.: Дълги припек),
- Gorna Chadżijska (bułg.: Горна Хаджийска),
- Gorsko Nowo seło (bułg.: Горско Ново село),
- Kałajdżii (bułg.: Калайджии),
- Nowogorci (bułg.: Новогорци),
- Owosztna (bułg.: Овощна),
- Rawnowo (bułg.: Равново),
- Razsocha (bułg.: Разсоха),
- Rezacz (bułg.: Резач),
- Rodina (bułg.: Родина),
- Rosno (bułg.: Росно),
- Sliwowica (bułg.: Сливовица),
- Sredno seło (bułg.: Средно село),
- Złatarica (bułg.: Златарица) − siedziba gminy.